# Мартуні (Гегаркунік)
Мартуні́ (вірм. Մարտունի) — місто на сході Вірменії, розташоване в марзі (області) Гегаркунік на відстані 130 км на схід від Єревана та біля південно-західного узбережжя озера Севан.
Мартуні є колишнім адміністративним центром Гегаркуніку.

## Назва
У давні часи місто було відоме як Мец Кзнут (вірм. Մեծ Կզնուտ). У 1830-1926 роках побутувала назва Неркін Гаранлуг (вірм. Ներկին Ղարանլուղ).
Після вторгнення Червоної армії та Національних сил Анкари до Вірменії та встановлення там радянського режиму, назву міста було змінено: у 1926 році місто отримало назву Мартуні (вірм. Մարտունի) на честь радянського революціонера та партійця Фьодора М'яснікана, також відомого на прізвисько Мартуні, який загинув в авіатрощі за рік до того.

## Культура

### Історичні памʼятки
У Мартуні є церква Святої Богородиці (вірм. Սուրբ Աստվածածին եկեղեցի, Сурб Аствацацин екегеці), що була відновлена в 1886 році. Існує також укріплення Залізної доби, розкопки якого в 1997 році розпочала вірмено-італійська команда.

### Кухня
У містечку існує звичай приготування кюфти з конопляним насінням (вірм. կանեփով քյուֆթա). Цю страву до Мартуні завезли біженці з Алашкерта (нині Елешкірт), що тікали від геноциду вірменського народу. Для приготування використовуються технічні сорти конопель, що не містять канабіноїдів. Однак деякий час поліція палила конопляні поля навколо міста, вважаючи, що на них вирощуються наркотичні коноплі.

## Поріднені міста
- Кавала, Греція (2001)